# 二均三甲苯钒
二均三甲苯钒是一种有机钒化合物，化学式为C18H24V，或写作V(mes)2，对热稳定但极易被空气氧化。它可由三氯化钒、铝粉和均三甲苯在三溴化铝存在下反应制得。它和钾在四氢呋喃中反应，可以得到K[V(mes)2]。它和氯化氢反应，可以得到无水三氯化钒。